# Фераклос (крепость)
Крепость Фераклос (греч. Kάστρο Φεράκλος, англ. Feraclos Castle) — оборонительное сооружение над бухтой посёлка Хараки, остров Родос, Греция. Существовала с византийских времён, в начале XIV века использовалась арабскими пиратами. В 1306 году захвачена рыцарями-госпитальерами, однако после захвата её не использовали, и к 1408 году крепость пребывала в руинах. Была восстановлена Великими Магистрами Мальтийского ордена Джованни Баттиста Орсини (Giovanni Battista degli Orsini, 1467—1476) и Пьером д’Аубуссоном (Pierre d’Aubusson, 1476—1503) для защиты окружающих бухту плодородных земель и якорной стоянки кораблей. Была одной из главных крепостей госпитальеров на острове Родос.
Крепость в плане многоугольная, периметр её стен составлял около 680 метров. Внутри располагалось поселение, остатки которого видны и сейчас. Часть стен с северной и восточной стороны сохранились со времен Византии. С южной стороны видны остатки ворот, охранявшихся двумя круглыми башнями. Стены имела квадратные зубцы с парапетом для защитников крепости. Внутри крепости сохранились цистерна для воды, остатки внутренних помещений и подземных сооружений. Легенды сообщают, что под крепостью есть подземные ходы.
Крепость была захвачена турками-османами в 1523 году после длительной осады, через несколько месяцев после взятия Родоса. Османами не использовалась и с тех пор заброшена.

## Галерея

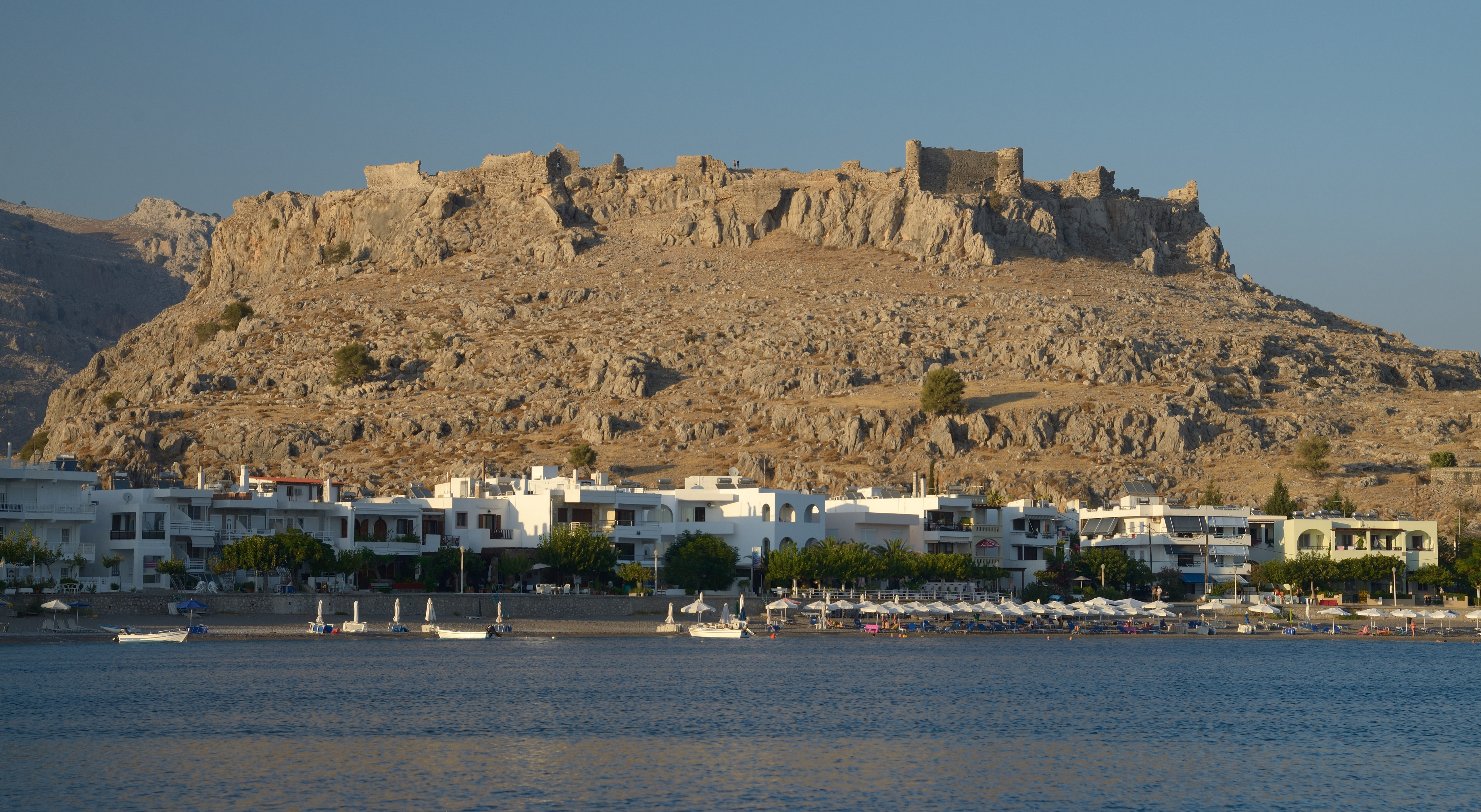
Вид на крепость с юга. Вечер
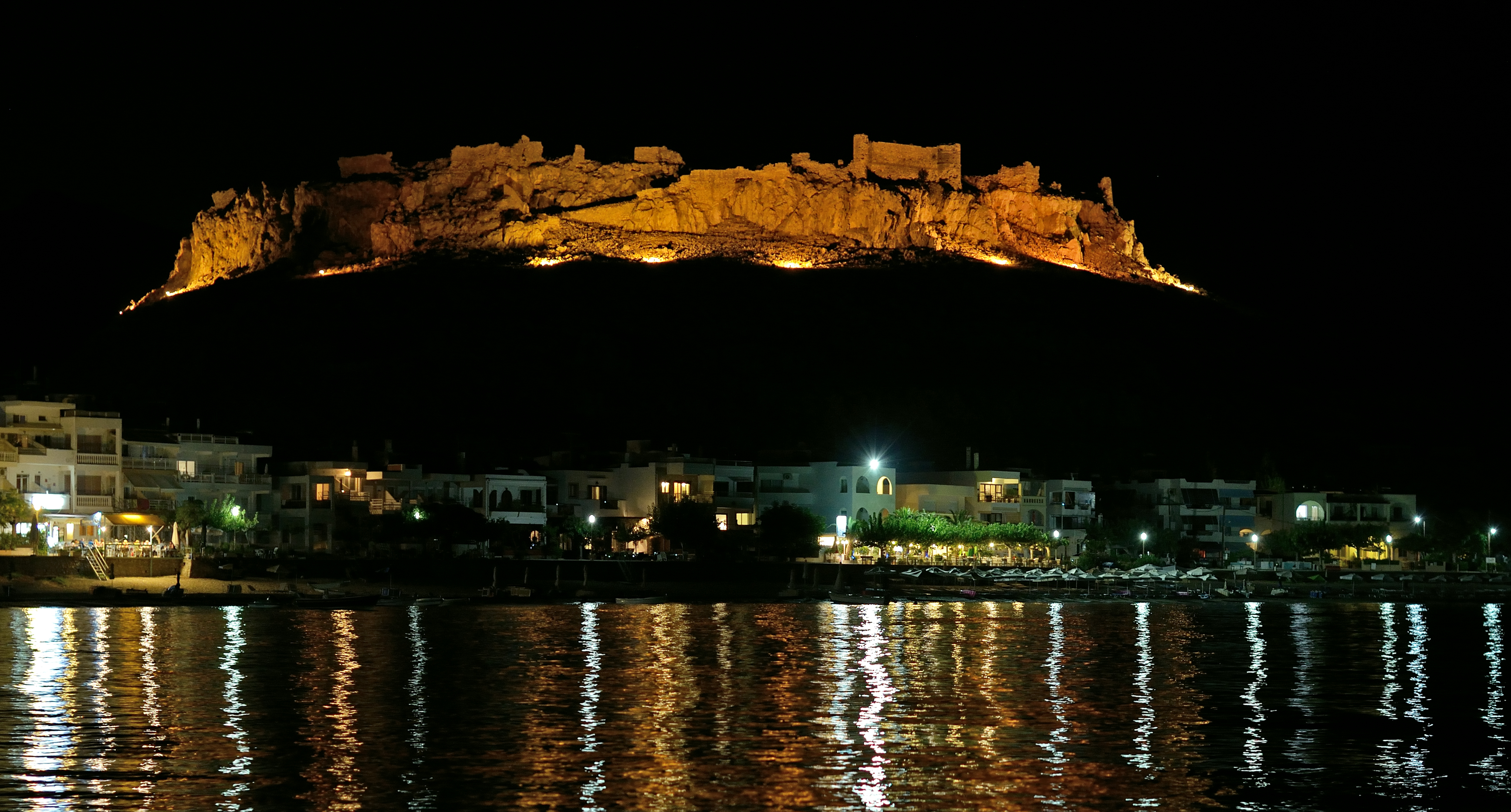
Вид на крепость с юга. Ночь
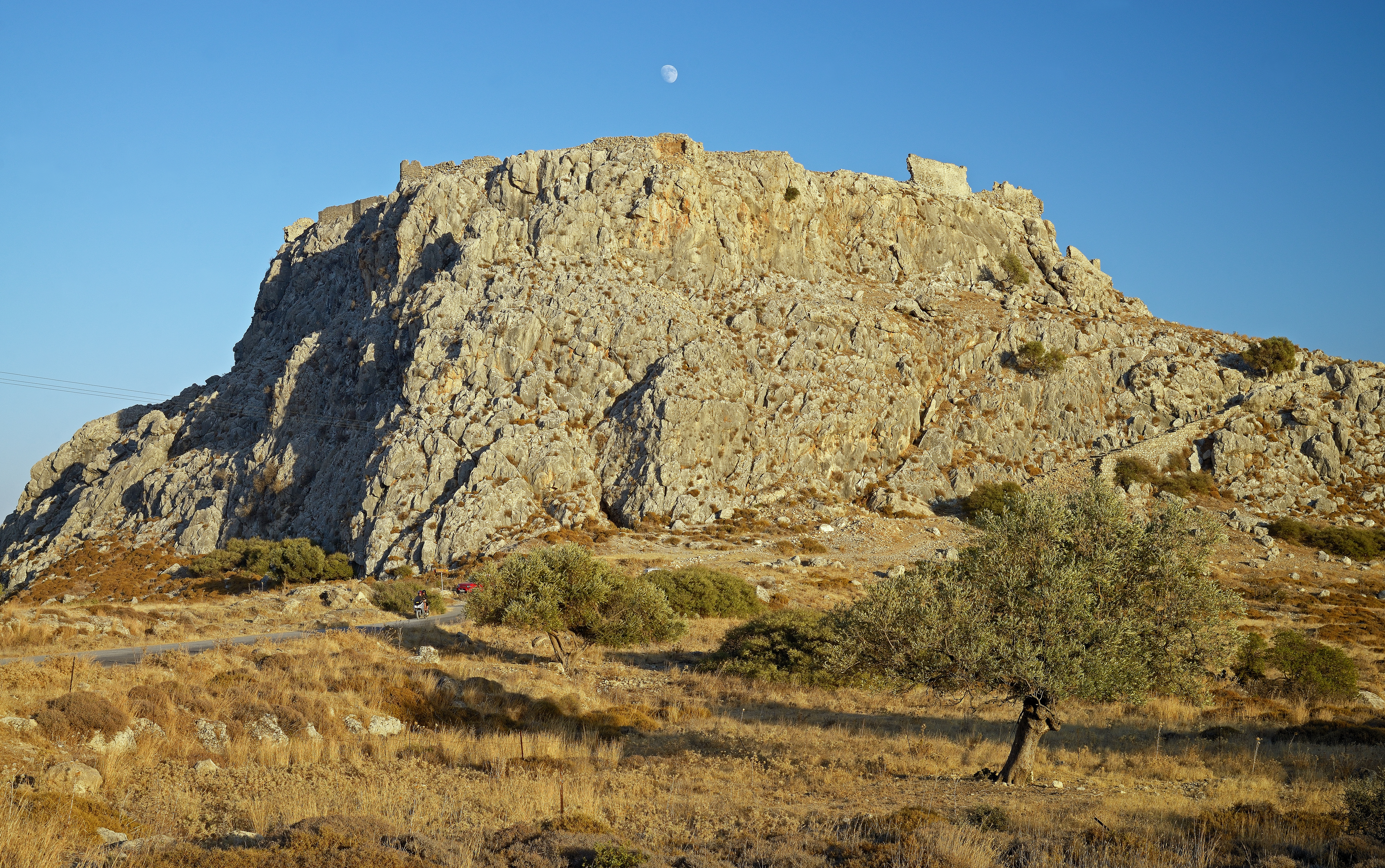
Вид на крепость с запада. Вечер
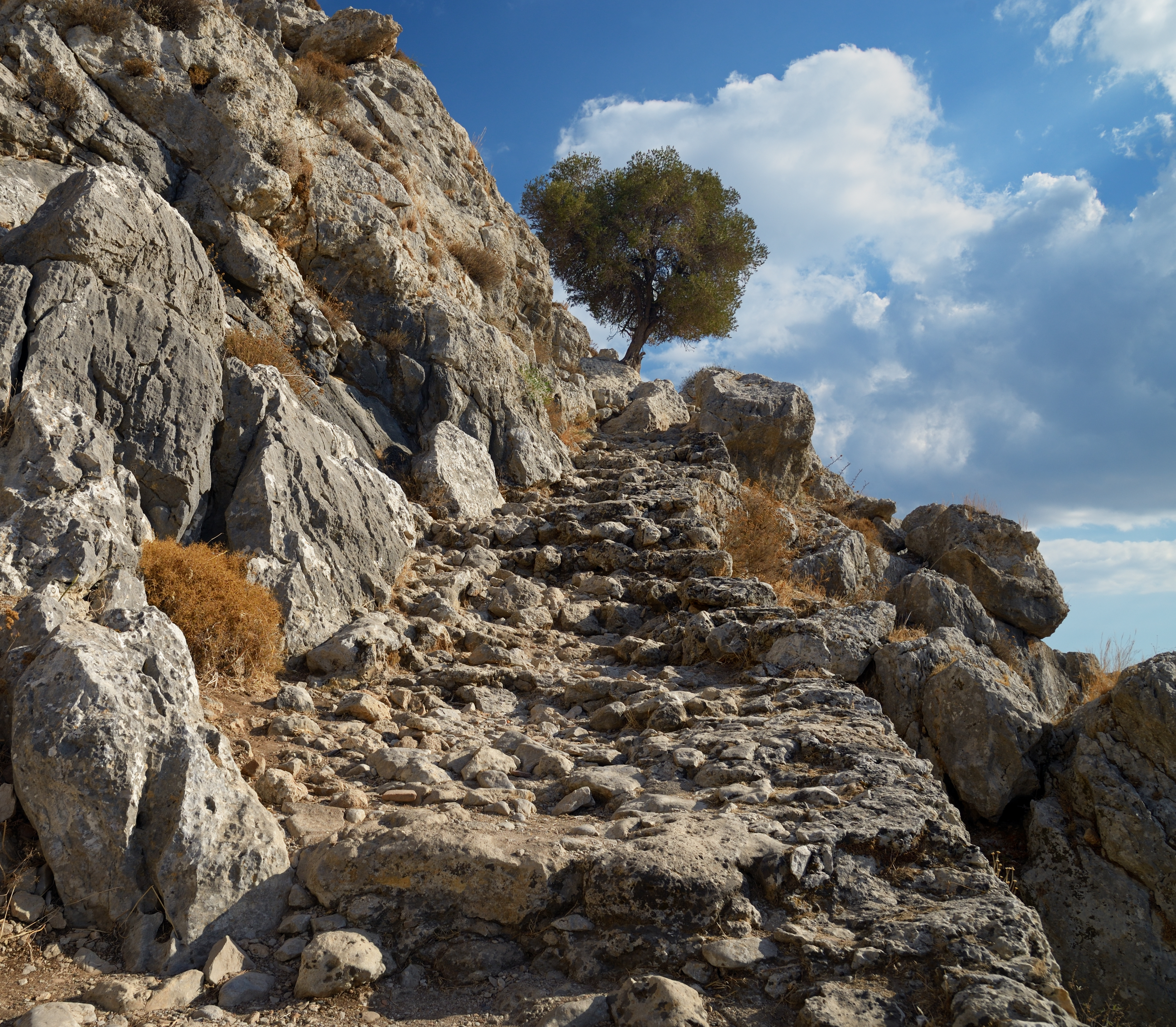
Остатки дороги в крепость с южной стороны
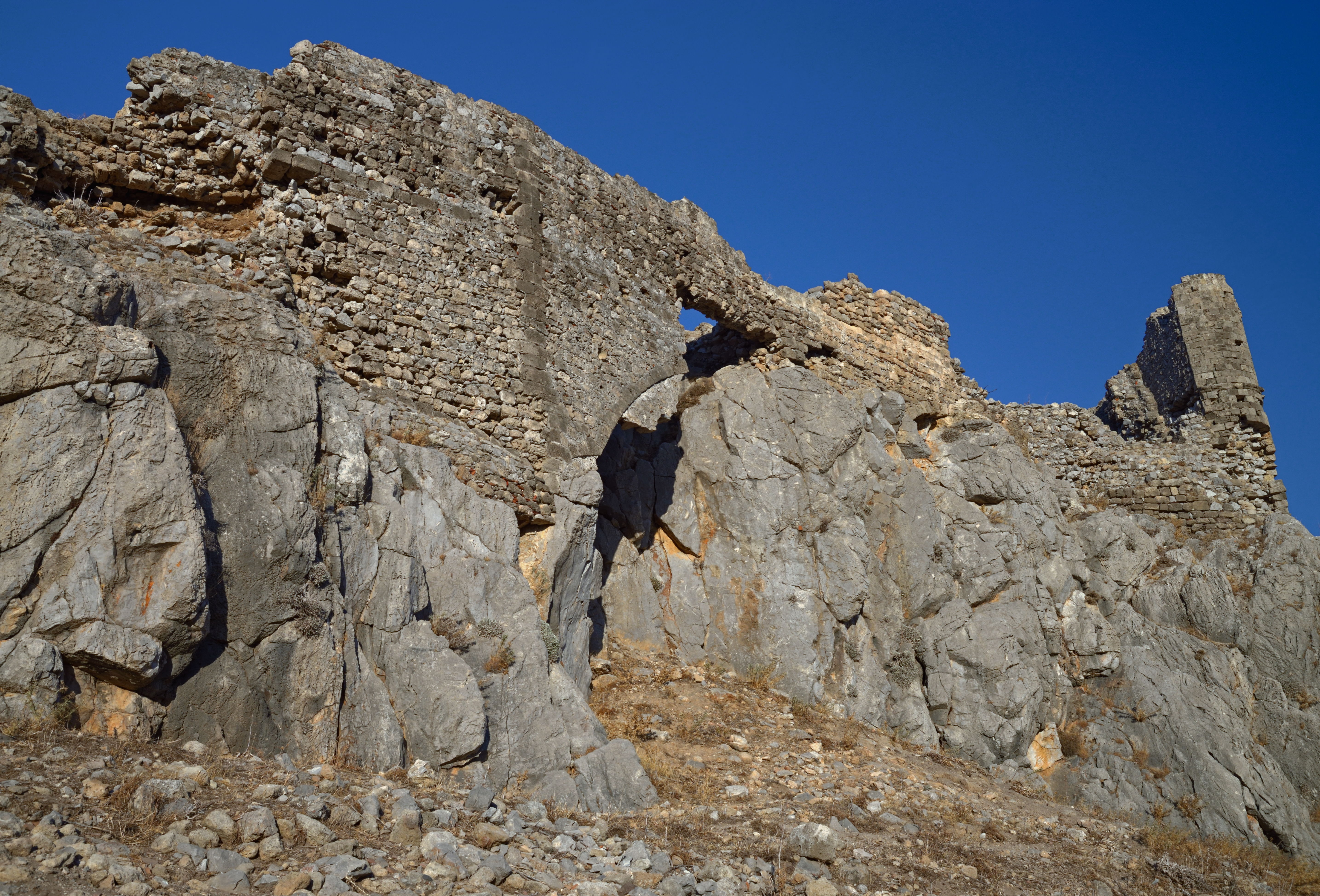
Руины арки
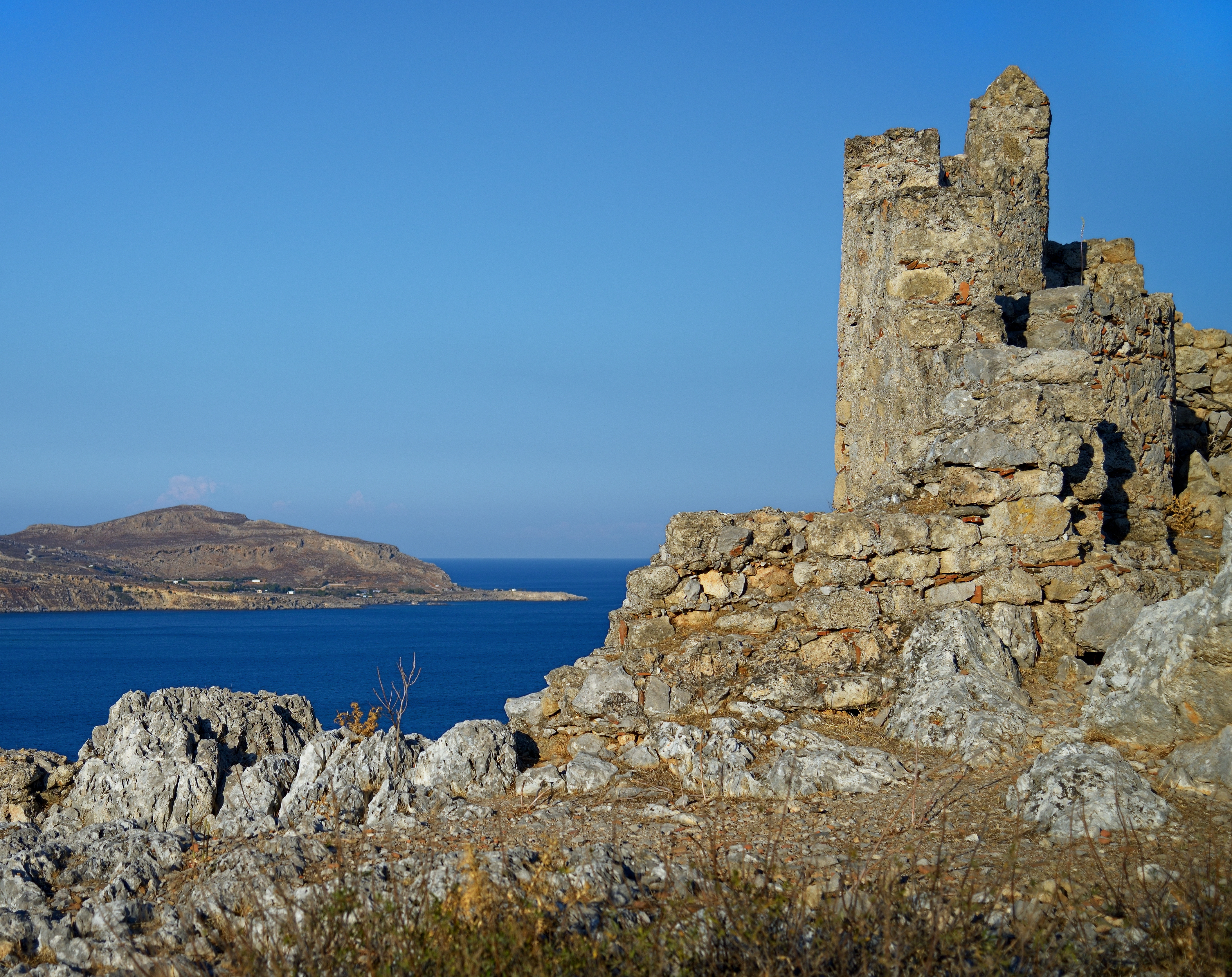
Руины северной стены
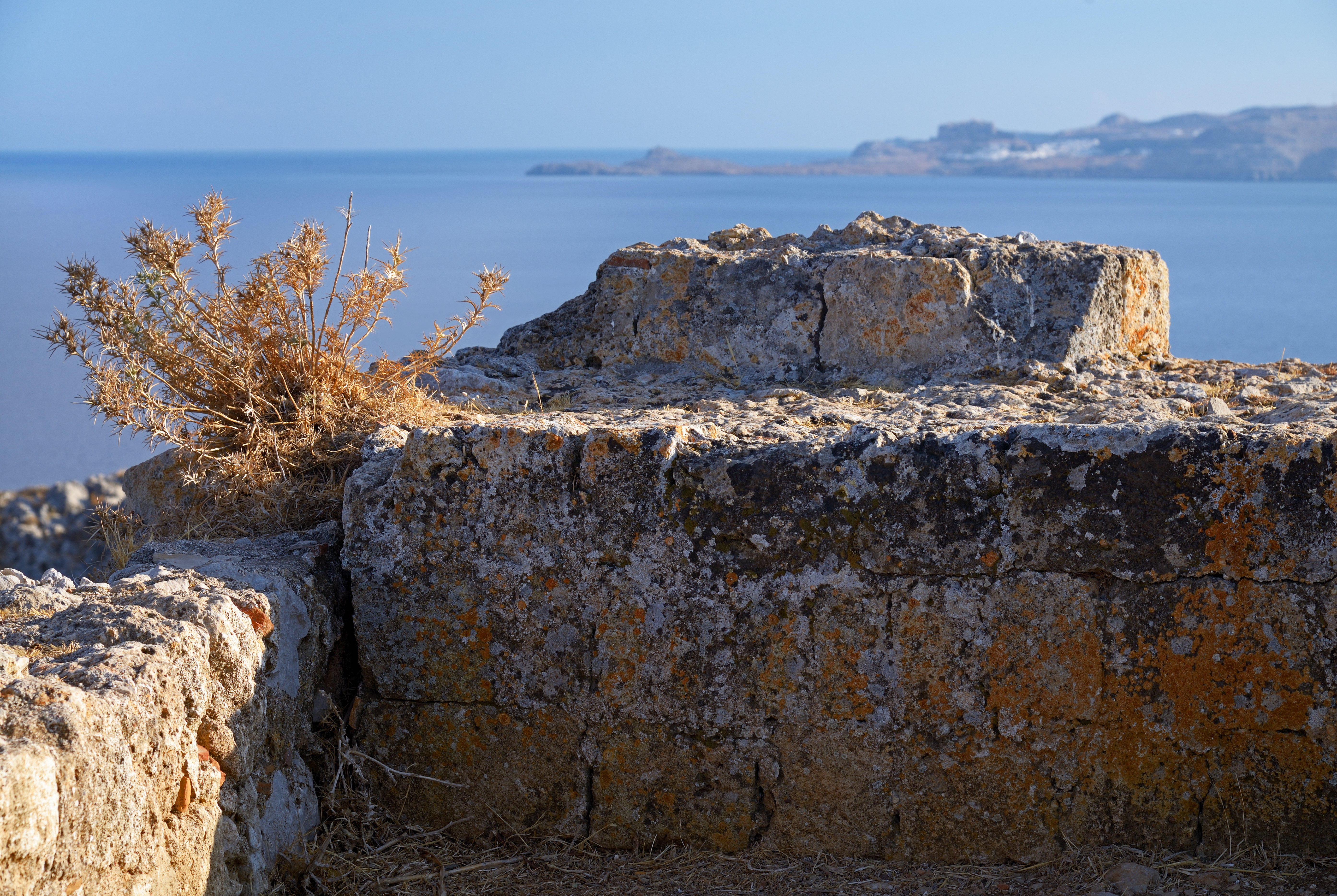
Фрагмент южной стены
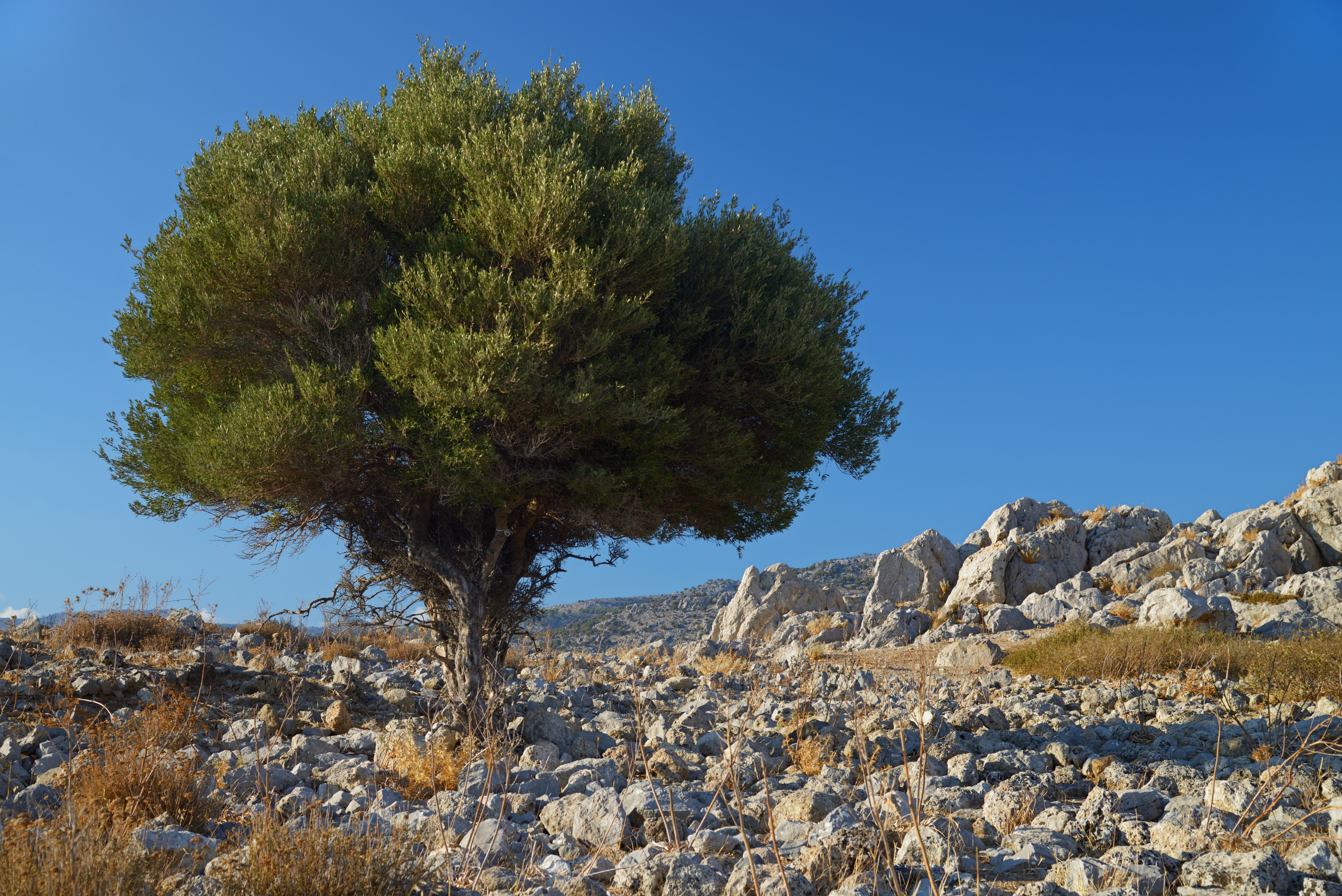
Олива на руинах крепости